# Adriana Giorda
Adriana Giorda (Racconigi, 31 gennaio 1942 – Torino, 13 gennaio 2018) è stata una pittrice italiana.

## Biografia
Figlia di Giovanni, impiegato di banca, e di Jolanda Traversa, ereditò dal nonno materno e dalla mamma l'interesse per le arti.
Frequentò la Scuola d’Arte “Felice Faccio” di Castellamonte e il liceo artistico di Torino, dove venne in contatto con le tecniche e gli stili più innovativi, che non corrispondevano però alle sue tendenze; non volle quindi accedere all’Accademia di belle arti e scelse di frequentare per circa due anni il laboratorio di un antiquario-restauratore.
Visse a Torino, Bordighera e Gardone Riviera, traendo da queste due località continue ispirazioni.

## Attività
Olio, carboncino, china/tempera sono le tecniche con cui si espresse maggiormente; successivamente, si dedicò anche a litografia e incisione, pastello e acquaforte.
Eseguì molte litografie su commissione di grandi aziende e compagnie di assicurazione, nonché in occasione di ricorrenze come i 50 anni della via Roma di Torino o della Targa Florio.
I suoi personaggi preferiti erano le ballerine, che ritraeva, rigorosamente dal vero, nell’atto della danza o nei momenti di preparazione o riposo. Fu ritrattista di successo: accanto a bimbi e vecchi, spesso presi dalla strada, e persone comuni, si trovano nella sua produzione molti personaggi famosi e del mondo dello spettacolo come Vittorio Gassman (sia ad olio che a carboncino), Gigi Proietti, Rossano Brazzi, Lydia Alfonsi, Gipo Farassino, Milly, Oriella Dorella, Luca Cordero di Montezemolo e il pilota di Formula 1 Carlos Reutemann. Su commissione della Banca Intesa Sanpaolo realizzò il ritratto dell’ex-Presidente Gianni Zandano, collocato nella “Sala dei Presidenti” accanto ai grandi dell’Otto/Novecento.
Si dedicò alla natura dipingendo fiori, paesaggi quasi sempre con acqua e piante riflesse, e nature morte, nonché scenette di vita spesso bucoliche e ispirate dalla realtà.
Non partecipò mai a concorsi di alcun tipo, ma realizzò oltre 40 mostre personali, a partire dal 1970, e partecipò a collettive in Francia e Germania.
Nel 1974 fu la prima donna invitata ad esporre al Circolo degli Artisti di Torino, fino allora rigorosamente precluso al mondo femminile.
Oltre alle numerose personali presso la Società Promotrice delle Belle Arti di Torino e il Circolo degli Artisti di Torino, si ricordano quelle di Milano, Studio Zero e Galleria Cortina; Torino, La Parisina, Galleria Area,  Galleria Arte Italiana nel Mondo, L’Ariete; Genova, Galleria Coin d’Art; quelle sotto l’egida dei comuni di Cuneo, Guarene, Vignale Monferrato, Cavour, Busca, Cumiana, Aosta e Cervinia, Gargnano, Salò, Gardone Riviera e Sirmione; quella promossa dal Casinò Municipale di Sanremo.
Nel 2019 il Comune di Racconigi, sua città natale, volle ricordarla con una antologica che inaugurava la nuova sala espositiva pubblica.
Sue opere si trovano in permanenza presso la Società Promotrice delle Belle Arti di Torino.

## Cataloghi e pubblicazioni varie
- Diverse edizioni dell’Annuario Comanducci[2], Guida ragionata delle belle Arti,
- del Catalogo Nazionale Bolaffi d’Arte Moderna[3] e del Catalogo dell’Arte Moderna Giorgio Mondadori.
- Cataloghi delle mostre collettive dei soci della Promotrice delle Belle Arti di Torino dal 1978 al 2023
- Cataloghi delle mostre collettive del Circolo degli Artisti di Torino dal 1980 al 2018
- Donne nell’arte. L’eterno femminile tra natura ed artificio da Camille Claudel a oggi. Ed Arsev, Roma, 2015
- La Compagnia di San Paolo 1563-2013, a cura di W. Barberis, A. Cantaluppi, Einaudi 2013
- Il corpo nudo, Fondazione Sandro Perna, Torino 2008
- Adriana Giorda, una vita tra matite, gessi e colori, Torino 2002[4]
- I fiori del bene di Angelo Caroli, Graphot Editrice, Torino 2000
- Arte Italiana per il Mondo, Celit, Torino 1991
- Il Timone, Asti – 4ª mostra internazionale arti figurative “Città di Asti” 1975